# Nordsjöskogen
Nordsjöskogen este o arie protejată (arie specială de conservare — SAC, sit de importanță comunitară — SCI) din Suedia întinsă pe o suprafață de 28,3 ha, integral pe uscat.

## Localizare
Centrul sitului Nordsjöskogen este situat la coordonatele 60°19′12″N 13°35′03″E / 60.32°N 13.5841°E.

## Înființare
Situl Nordsjöskogen a fost declarat sit de importanță comunitară în ianuarie 2002 pentru a proteja un număr necunoscut de specii din flora spontană și fauna sălbatică aflate în arealul zonei. Situl a fost protejat și ca arie specială de conservare în martie 2011.

## Biodiversitate
Situată în ecoregiunea boreală, aria protejată conține 2 habitate naturale: Mlaștini împădurite, Taiga vestică.
La baza desemnării sitului se află un număr nedeclarat de specii protejate.